# 蘭多弗希爾斯 (馬里蘭州)
蘭多弗希爾斯（英語：Landover Hills）是一個位於美國馬里蘭州佐治王子縣的市鎮。

## 人口
根據2020年美國人口普查的數據，蘭多弗希爾斯的面積為0.95平方千米，當中陸地面積為0.95平方千米，而水域面積為0.00平方千米。當地共有人口1815人，而人口密度為每平方千米1,911人。